# African International Airways

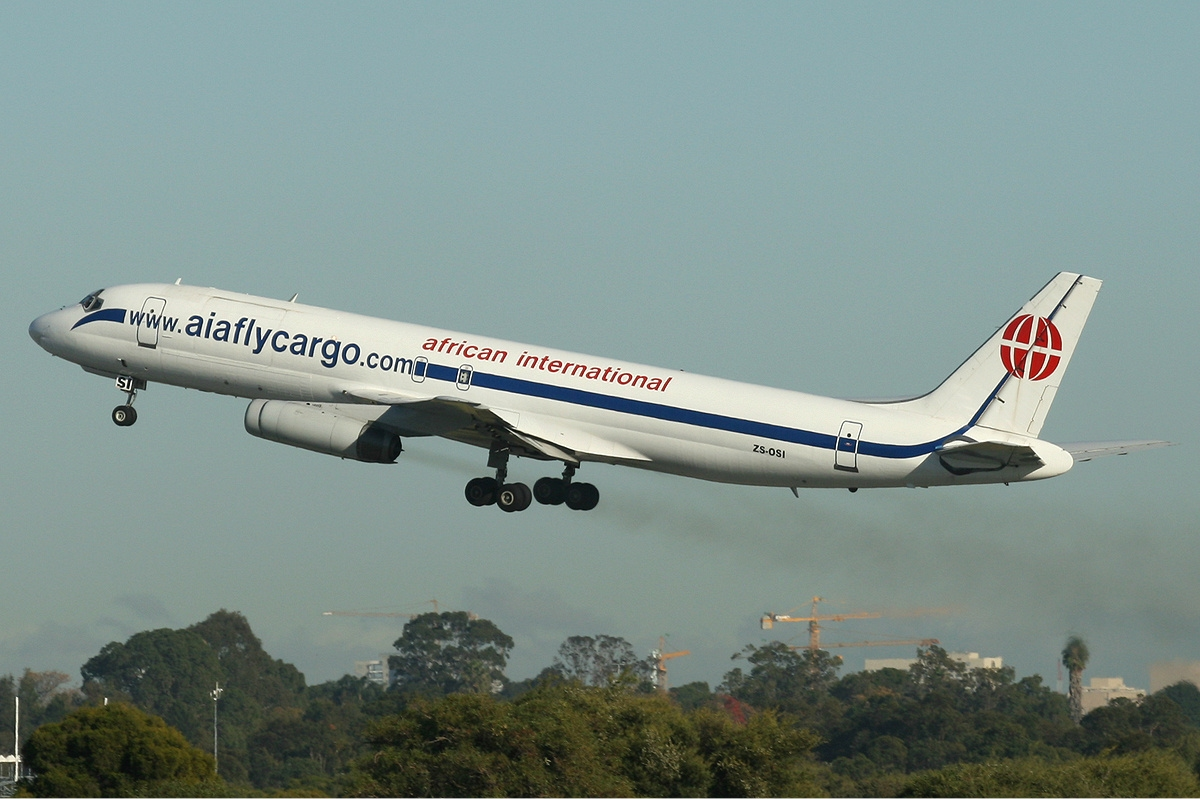
Douglas DC-8-62 авіакомпанії African Airways International в Аеропорту Перта

African Airways International — колишня південноафриканська вантажна авіакомпанія зі штаб-квартирою у місті Йоганнесбург, ПАР, яка працювала на ринку міжнародних вантажних авіаперевезень.
Основними транзитними вузлами (хабами) компанії були Міжнародний аеропорт Кент у Великій Британії, Міжнародний аеропорт імені О. Р. Тамбо в Йоганнесбурзі і бельгійський Міжнародний аеропорт Остенде-Брюгге. Основний агент-партнер колишнього перевізника — комерційна компанія Intavia Limited зі штаб-квартирою в місті Кроулі (графство Суссекс, Велика Британія).

## Історія
Авіакомпанія African Airways International була утворена в 1985 році і початку виконання вантажних авіаперевезень в Свазіленд за контрактами під прапором інших компаній. Через три роки британська фірма «Intavia» викупила велику частку акцій в African Airways International і потім провела реструктуризацію авіакомпанії, після чого перевізник почав виконувати вантажні регулярні і чартерні рейси по всьому світу. У 2002 році компанія вступила в комерційний альянс з іншого південноафриканської авіакомпанією Executive Aerospace.
У 1985 році African Airways International уклала договір з італійським флагманом Alitalia на забезпечення вантажних перевезень з Європи в ПАР, який діяв протягом 11 років. Літаки авіакомпанії в різний час працювали за контрактами з South African Airways, Air Gabon, Air Mauritius і потім під торговою маркою British Airways World Cargo.
Основними власниками African Airways International були комерційні компанії «PJM Corbin and JL Warburton McBride» (76 %) і «Intavia» (24 %).

## Флот
Станом на березень місяць 2007 року повітряний флот авіакомпанії African Airways International складався з таких літаків:
- 1 Douglas DC-8-50F
- 3 Douglas DC-8-62F